# Seznam nizozemskih tenisačev
Seznam nizozemskih tenisačev.

## B
- Thiemo de Bakker
- Kiki Bertens
- Lara Bitter
- Kristie Boogert
- Gijs Brouwer
- Cindy Burger

## D
- Hendrik Jan Davids
- Antal van der Duim

## E
- Jacco Eltingh
- Greg Van Emburgh

## F
- Stephan Fransen

## G
- Jesse Huta Galung
- Tallon Griekspoor
- Sven Groeneveld

## H
- Paul Haarhuis
- Martijn van Haasteren
- Robin Haase
- Daniëlle Harmsen
- Melvyn op der Heijde
- Rosalie van der Hoek
- Richèl Hogenkamp
- Amanda Hopmans

## K
- Tom Kempers
- Lesley Pattinama Kerkhove
- Mark Koevermans
- Wesley Koolhof
- Michaëlla Krajicek
- Richard Krajicek

## L
- Suzan Lamens
- Quirine Lemoine
- John van Lottum

## M
- Matwé Middelkoop
- Angelique van der Meet
- Nicole Muns-Jagerman

## N
- Tom Nijssen
- Seda Noorlander

## O
- Tom Okker
- Menno Oosting
- Miriam Oremans

## R
- Tim van Rijthoven
- Jean-Julien Rojer
- Arantxa Rus

## S
- Sjeng Schalken
- Dennis van Scheppingen
- Bibiane Schoofs
- Thomas Schoorel
- Brenda Schultz-McCarthy
- Demi Schuurs
- Jelle Sels
- Jan Siemerink
- Igor Sijsling
- Raemon Sluiter
- Jasper Smit
- Betty Stöve

## T
- Elise Tamaëla

## V
- Martin Verkerk
- Erika Vogelsang
- Indy de Vroome

## W
- Rogier Wassen

## Z
- Botic van de Zandschulp